# HTML Tidy
HTML Tidy je konzolna aplikacija koja ima cilj da ispravi nevažeći HTML kod, da detektuje greške prilikom web pristupa, i da poboljša izgled i format rezultujućeg koda.
On je takođe među-platformna biblioteka koju mogu da koriste programeri u svojim aplikacijama kako bi im dodali opcije koje podržava HTML Tidy. 

## Istorija
je stvorio Dave Ragget iz World Wide Web Consortium-a (W3C), a potom je ga je objavio kao SourceForge projekat 2003. godine i ažurirali su ga mnogi održavači.
2012. godine projekat je premešten na GitHub i održavanjem se bavio Michael Smith, koji je takođe član W3C. Michael je doprineo podršci za HTML5.
2015. godine je formirana HTML Tidy Advocacy Community Group (HTACG) kako bi preuzela menadžment i razvoj HTML Tidy kao W3C Community Group. 
Izvorni kod je napisan u ANSI C radi maksimalne prenosivosti i binarni fajlovi za kompilaciju su dostupni za razne platforme.
Kod je dostupan pod W3C Software Notice and License licencom (blaga licenca, slična BSD licenci).
Ažurirane verzije su trenutno dostupne samo kao izvorni kod, klonirane iz svoje GitHub git skladišta kontrole verzija.
Primeri prepravki koje HTML Tidy može da uradi u HTMLu:
- Ispravka pomešanih etiketa
- Ispravka nepostojećih ili loše uparenih etiketa
- Dodavanje neopstojećih artikala (etikete, citati, ...)
- Prijava vlasničkih HTML ekstenzija
- Reformatiranje teksta na predefinisan stil
- Transformisanje karaktera iz nekih kodnih strana u HTML entitete

## Primeri

### Ispravljanje loše uparenih etiketa, ili etiketa koje nisu zatvorene
Sledeći neispravan  kod:
<h1> bla <h2> blabla </h3>

Tidy zapisuje na sledeći način
<h1> zaglavlje1 </h1> <h2> zaglavlje2 </h2>

### Ispravno pozicioniranje hr etikete
Sledeći neispravan  kod:
<h1><hr>zaglavlje1</h1>

<h2>tekst <hr>zaglavlje2</h2>

Tidy zapisuje na sledeći način 
<hr>

<h1>zaglavlje1</h1>

<h2>tekst</h2>

<hr>

<h2>zaglavlje2</h2>

### Dodavanje "/" u delu za zatvaranje etiketa
Sledeći neispravan  kod:
<a href="#refs">link<a>

Tidy zapisuje na sledeći način
<a href="#refs">link</a>

### Ispravke za liste
Sledeći neispravan  kod:
<body>

<li>1

<li>2

Tidy zapisuje na sledeći način
<body>

<ul>

<li>1</li>

<li>2</li>

</ul>

</body>

## Spoljašnje veze
- HTML Tidy Project Page
- Current Source Code
- HTML Tidy Project Page
- HTML Tidy Online (upozorenje: zastarelo!)
- HTML Tidy service (upozorenje: zastarelo!)
- Mozilla/Firefox extension for HTML validation based on Tidy Архивирано на веб-сајту  (3. октобар 2008)
- Tidy PHP extension pregled
- HTML Tidy for Windows, Batch Files for the Command Prompt
- Balthisar Tidy